# 송병일
송병일(宋炳一, 1983년 4월 3일 ~ )은 대한민국의 남자 배구 코치이다. 현재 천안 현대캐피탈 스카이워커스 소속의 코치이다. 지현우와 닮았다고 해서 송PD라는 별명을 가지고 있으며, 선수시절 강력한 스파이크 서브를 구사하는 세터이기도 했다.

## 출신 학교
- 유성초등학교
- 대전중앙중학교
- 대전중앙고등학교
- 한양대학교

## 약력
송병일은 유성초등학교 4학년 때부터 배구를 시작하였다. 대전중앙중학교, 대전중앙고등학교에 재학하면서 신영수(현 인천 대한항공 점보스)와 함께 모교의 전성기를 이끌기도 하였다. 게다가 신영수와는 초등학교, 중학교, 고등학교, 대학교 모두 같은 곳을 다닌 1년 선·후배 관계였다. 그는 2001년에 청소년 대표로 아시아 유스 선수권 대회에 출전하여 세터상을 받을 정도로 정확한 토스웍을 자랑하였다. 한양대학교에 입학하여 주상용, 신영수, 강동진과 함께 한양대학교의 전성기를 열었으며, 2005년에 열린 현대캐피탈배 춘계 전국 대학배구 연맹전에서 김학민, 박상하가 버틴 경희대학교를 꺾고 우승하는 데 기여하였다.
2006년 신인 드래프트에서 1라운드 3순위로 현대캐피탈에 입단하였고, 그 해 도하 아시안 게임에 출전하여 금메달을 획득하여 병역을 해결했다. 그러나 그는 한양대학교 시절에는 매번 세터 손장훈의 백업으로 나왔고, 현대캐피탈 입단 이후에는 주전 권영민에게 가려져 주로 백업으로 나왔는데, 권영민이 부진할 때 분위기 반전을 위해 나오곤 하였다. 그러나 그가 투입될 때마다 분위기가 반전되면서 현대캐피탈은 역전승을 거두곤 했는데, 특히 2007년 2월 9일에 유관순체육관에서 열린 HILLSTATE 2006~2007 V-리그 삼성화재와의 경기에서 박철우와 함께 투입되어 칼날 같은 토스를 구사하며 세트스코어 0-2로 뒤져 있던 팀이 3-2로 역전승을 거두는 데 기여하였다.
2010년 창단 첫 시즌을 마친 드림식스에서는 첫 용병 세터인 블라도와 재계약을 포기하고, LIG에서 황동일을 상대로 트레이드하여 영입한 세터 이동엽을 실업 배구 팀 화성시청으로 보낸 후 송병일을 영입하게 되었다. 송병일은 2010년 7월 세터가 필요했던 서울 우리캐피탈 드림식스에 현금 트레이드로 이적하여 주장으로 활동하고 있으며, 김광국과 교대로 기용된다.
2014-2015 시즌 후 돌연 은퇴를 선언했고, 김상우 감독도 그의 의지를 꺾지 못했다. 이후 친정 팀 현대캐피탈의 코치로 선임되었다.

## 수상 경력
- 2001년 아시아 유스 세터상
- 2005년 현대캐피탈배 대학배구연맹전 세터상
- 2006년 도하 아시안 게임 금메달

## 2008~2009 시즌
3라운드까지만 해도 송병일은 권영민의 백업 세터로 간간히 경기에 나오곤 했다. 그러나 3라운드가 끝나고 휴식기가 시작되면서 현대캐피탈 선수들이 웨이트 트레이닝의 여파로 몸놀림이 둔해졌고, 특히 권영민 세터의 토스가 불안하였다. 때문에 4라운드 서울 중립 경기에서 현대캐피탈 선수들이 고전 끝에 이기는 경우가 많았는데, 인천 대한항공 점보스, 구미 LIG손해보험 그레이터스와의 경기에는 권영민의 난조로 패배 위기까지 가는 듯했으나, 권영민을 대신하여 송병일이 교체 투입되자 분위기는 반전되었고 두 경기 모두를 역전승으로 이끌었다. 이때 송병일의 활약으로 현대캐피탈은 위기에서 탈출하였고, 중계를 담당했던 KBS N 스포츠가 선정한 수훈 선수로 두 경기 모두 송병일이 선정되었다.(인천 대한항공 점보스전에는 핸드볼 경기 중계 관계로 수훈 선수의 인터뷰가 생략되었음)